# ベーコンスープ
ベーコンスープ(Bacon soup)は、ベーコンを主な材料として作られるスープである。通常、数種類の野菜が加えられ、またしばしばオオムギやレンズマメ、コーンスターチ等の増粘剤が加えられる。風味を強めるためにミネストローネに加えられることもある。
キャベツ、豆果、ジャガイモ、レンズマメ、ホウレンソウ、エンドウ、カリフラワー、ブロッコリー、リーキ、カボチャ、コメ等を具材として加えた多くのバリエーションがある。
ベーコンは、マイルドなクリームスープ等、他の多くのスープにも具材としてしばしば加えられる。